# Bucquoy
Bucquoy település Franciaországban, Pas-de-Calais megyében. Lakosainak száma 1506 fő (2022. január 1.). Bucquoy Douchy-lès-Ayette, Monchy-au-Bois, Puisieux, Miraumont, Ablainzevelle, Achiet-le-Petit, Ayette, Foncquevillers, Gommecourt, Hannescamps és Hébuterne községekkel határos.

## Népesség
A település népességének változása:
| Lakosok száma | 1555 | 1490 | 1557 | 1461 | 1457 | 1445 | 1454 | 1480 | 1506 |
|               | 2013 | 2015 | 2016 | 2017 | 2018 | 2019 | 2020 | 2021 | 2022 |